# Cyrtophora eczematica
Cyrtophora eczematica là một loài nhện trong họ Araneidae.
Loài này thuộc chi Cyrtophora. Cyrtophora eczematica được Tord Tamerlan Teodor Thorell miêu tả năm 1892.